# Карусель (сеть магазинов)
«Карусе́ль» — бывшая российская сеть гипермаркетов, которой управляла X5 Group (владелец торговых сетей «Пятёрочка» и «Перекрёсток»).
По состоянию на 31 декабря 2019 года сеть насчитывала 91 гипермаркет. По данным на конец 2020 года в торговой сети «Карусель» оставалось 56 гипермаркетов. По состоянию на 1 июля 2022 года — 28 гипермаркетов.

## История

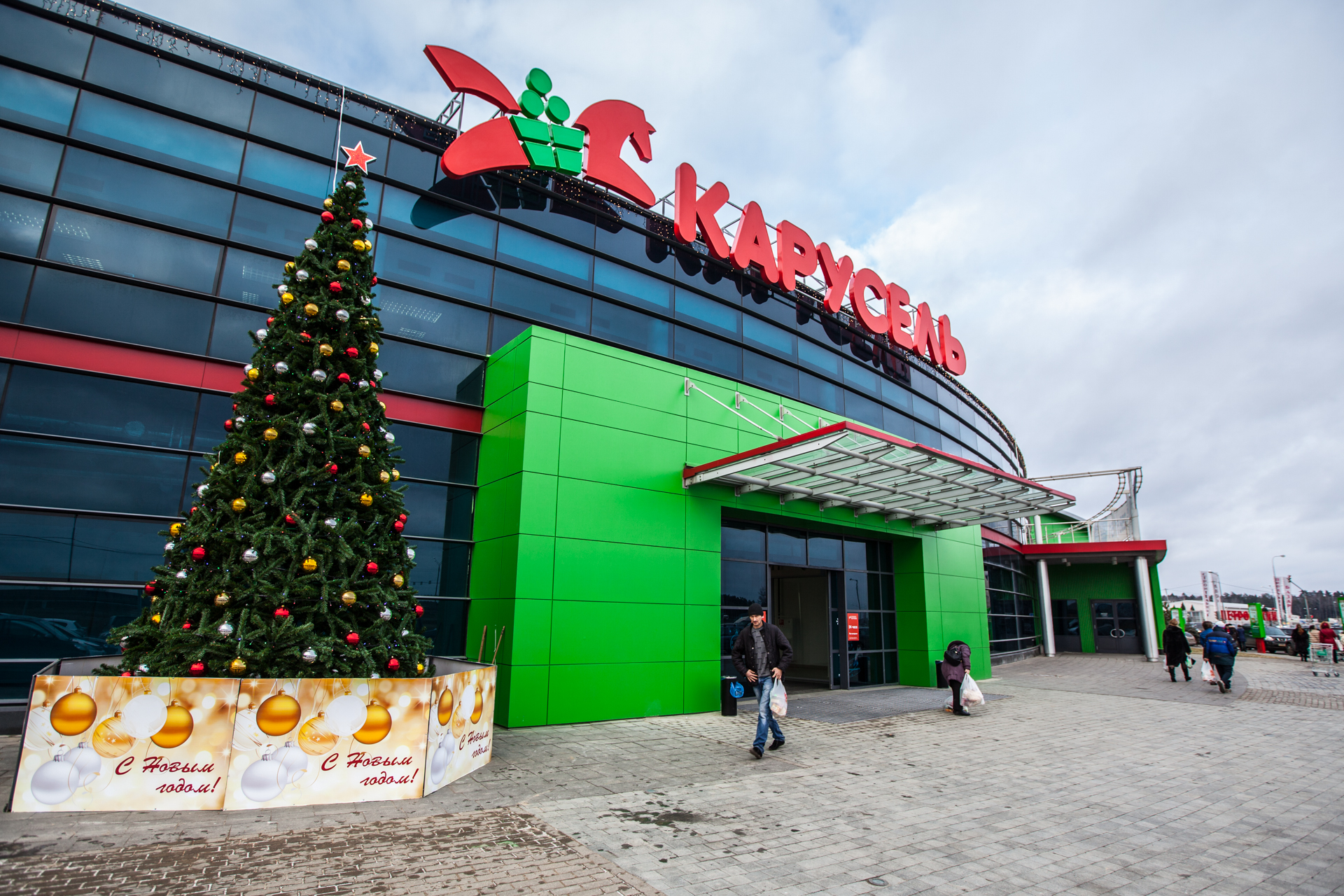
Гипермаркет «Карусель» на Новорижском шоссе с логотипом, использовавшимся с 2010 по 2018 годы

Торговая сеть «Карусель» основана Андреем Рогачёвым, Александром Гирдой, Татьяной Франус и Игорем Видяевым (основателями торговой сети «Пятёрочка»). Первый гипермаркет сети был открыт в 2004 году в Санкт-Петербурге.
В 2005 году менеджмент озвучивал планы выхода на Украину торговой сети «Карусель». Предполагалось, что первые гипермаркеты появятся в Киеве, Харькове и Днепропетровске, однако планы не были осуществлены.
В 2006 году произошло слияние торговых сетей «Пятёрочка» и «Перекрёсток», образована компания в X5 Retail Group; «Карусель» в сделку не вошла, однако объединённая компания получила опцион на право покупки сети «Карусель» в 2008 году.
Предполагалось, что гипермаркеты X5 получат название «Франк» (Frank). В 2007 году X5 Retail Group приобрела региональную торговую сеть «Корзинка» и открыла в 2008 году гипермаркет «Меркадо суперцентр» на месте центра семейных покупок «Мы» в Липецке. От названия Frank решили отказаться.
В 2008 году X5 реализовала опцион и приобрела сеть «Карусель» (на тот момент 23 работающих и 3 строящихся гипермаркета). Компания также приобрела и сохранила бренд «Карусель».
В 2009 году X5 постепенно перевела под бренд «Карусель» работавшие под брендами «Меркадо Суперцентр» и «Перекрёсток» гипермаркеты.
В 2011 году X5 купила сеть «Народный». Входивший в сеть гипермаркет площадью более 10 тыс. квадратных метров ребрендирован в «Карусель».

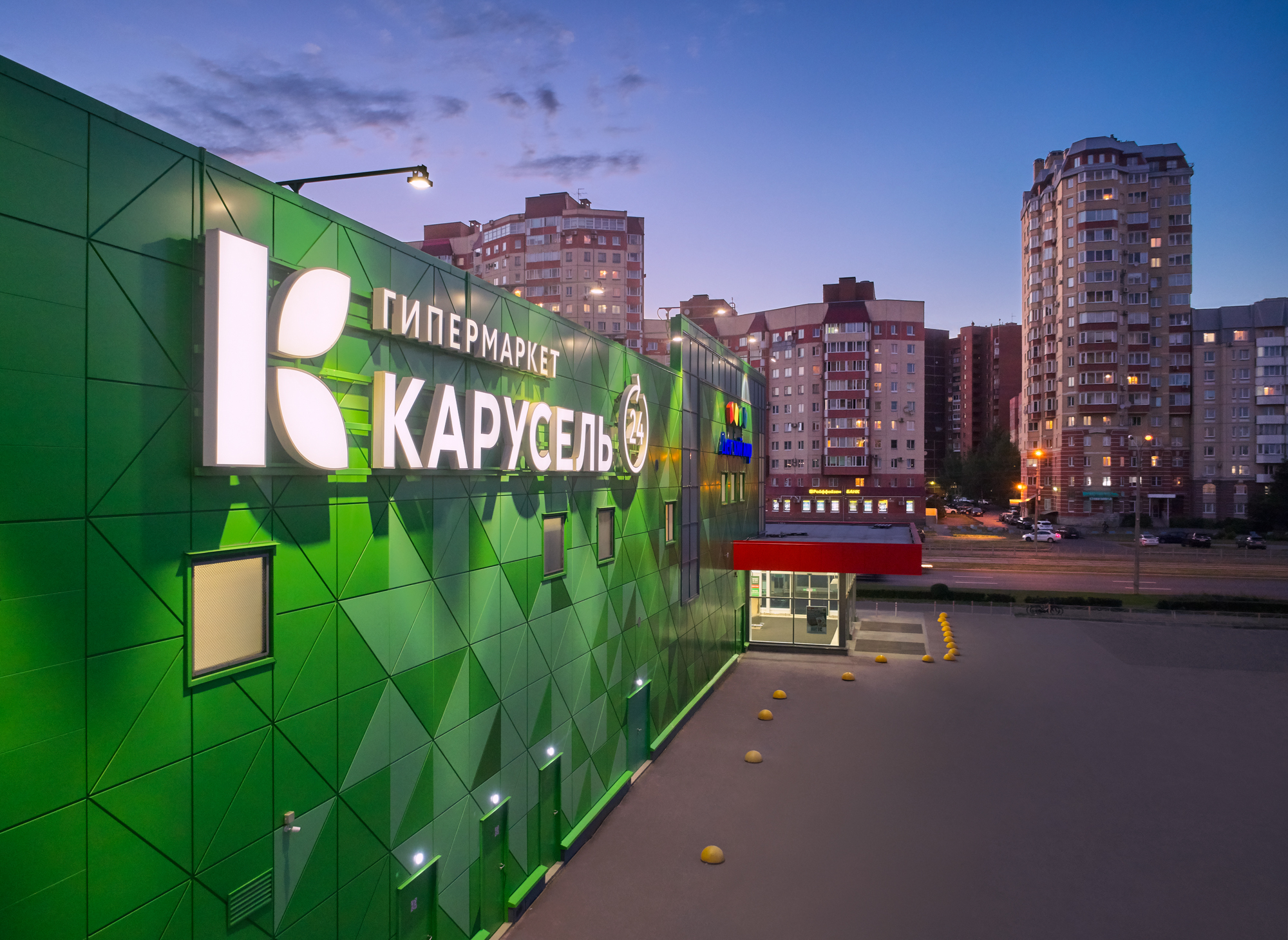
Санкт-Петербургский гипермаркет «Карусель» в новой концепции, внедряемой с апреля 2018 по февраль 2023

В октябре 2017 года ряд СМИ сообщил о выставлении на продажу площадей гипермаркетов «Карусель» по схеме sale and leaseback (продажа с последующим заключением долгосрочного договора аренды).
В 2019 году в качестве эксперимента три гипермаркета «Карусель» (в Москве, Санкт-Петербурге и Старом Осколе) были переданы торговой сети «Перекрёсток» для эксперимента по созданию больших супермаркетов. Эксперимент был признан успешным.
В 2019 году Х5 объявила о решении трансформировать сеть гипермаркетов «Карусель» в течение двух лет:
- 34 гипермаркета «Карусель» (8 арендованных и 26 собственных) к началу 2021 года трансформируют в супермаркеты большого формата и передадут в управление торговой сети «Перекрёсток»;
- 20 гипермаркетов «Карусель» (все арендованные) к 2022 году закроют;
- 37 гипермаркетов (14 арендованных и 23 объекта в собственности) продолжат работать под брендом «Карусель», пока менеджмент пилотирует различные улучшения и анализирует перспективы возможного изменения позиционирования, продажи или закрытия.

Также рассматривается вариант передачи части гипермаркетов «Карусель» под даркстор онлайн-супермаркета «Перекрёсток Впрок».
В феврале 2023 года сеть магазинов была закрыта в связи с изменением покупательского поведения. По словам владельца сети магазинов X5 Retail Group, решение о закрытии сети было принято ещё в 2021 году.

## Руководство
С 2005 года по август 2008 года генеральный директор торговой сети — Михаил Лапин, с 2006 по 2008 годы управляющий директор — Марчин Рафал Токаж.
В августе-сентябре 2008 года куратор блока «гипермаркет» — Антонио Мело.
С сентября 2008 года по апрель 2010 года директор по развитию формата — гипермаркетов Татьяна Пономарева.
С апреля 2010 года по ноябрь 2011 года директор форматов «гипермаркет и супермаркет» Х5 — Екатерина Столыпина.
С ноября 2011 года по август 2012 года генеральный директор торговой сети — Ян Фукс.
С августа 2012 года по июль 2014 года генеральный директор — Светлана Воликова.
С июля 2014 года по февраль 2016 года генеральный директор — Вардан Даштоян.
С февраля по август 2016 года и. о. генерального директора — Эмин Рустамов.
С августа 2016 по июнь 2019 года генеральный директор торговой сети — Максим Гацуц.
С июня 2019 по февраль 2023 и. о. генерального директора — Денис Ткач, ранее занимавший должность финансового директора торговой сети «Карусель».

## Ключевые показатели
По итогам 2021 года под управлением компании находилось 33 гипермаркета «Карусель», чистая розничная выручка торговой сети достигла 32 млрд рублей.
| Ключевые показатели торговой сети (по состоянию на 31 декабря года) | Ключевые показатели торговой сети (по состоянию на 31 декабря года) | Ключевые показатели торговой сети (по состоянию на 31 декабря года) | Ключевые показатели торговой сети (по состоянию на 31 декабря года) | Ключевые показатели торговой сети (по состоянию на 31 декабря года) | Ключевые показатели торговой сети (по состоянию на 31 декабря года) | Ключевые показатели торговой сети (по состоянию на 31 декабря года) | Ключевые показатели торговой сети (по состоянию на 31 декабря года) | Ключевые показатели торговой сети (по состоянию на 31 декабря года) | Ключевые показатели торговой сети (по состоянию на 31 декабря года) | Ключевые показатели торговой сети (по состоянию на 31 декабря года) | Ключевые показатели торговой сети (по состоянию на 31 декабря года) | Ключевые показатели торговой сети (по состоянию на 31 декабря года) |
| ------------------------------------------------------------------- | ------------------------------------------------------------------- | ------------------------------------------------------------------- | ------------------------------------------------------------------- | ------------------------------------------------------------------- | ------------------------------------------------------------------- | ------------------------------------------------------------------- | ------------------------------------------------------------------- | ------------------------------------------------------------------- | ------------------------------------------------------------------- | ------------------------------------------------------------------- | ------------------------------------------------------------------- | ------------------------------------------------------------------- |
| Торговая сеть / Год                                                 | 2010                                                                | 2011                                                                | 2012                                                                | 2013                                                                | 2014                                                                | 2015                                                                | 2016                                                                | 2017                                                                | 2018                                                                | 2019                                                                | 2020                                                                | 2021                                                                |
| Количество гипермаркетов                                            | ▲ 71                                                                | ▲ 77                                                                | ▲ 78                                                                | ▲ 83                                                                | ▼ 82                                                                | ▲ 90                                                                | ▲ 91                                                                | ▲ 93                                                                | ▲ 94                                                                | ▼ 91                                                                | ▼ 56                                                                | ▼ 33                                                                |
| Торговые площади, тыс. м²                                           | ▲ 351,8                                                             | ▲ 371,3                                                             | ▼ 368,2                                                             | ▲ 375,8                                                             | ▼ 358,6                                                             | ▲ 390                                                               | ▼ 387                                                               | ▼ 385                                                               | ▼ 382                                                               | ▼ 364,1                                                             | ▼ 222,1                                                             | ▼ 128                                                               |
| Чистая розничная выручка, млрд руб.                                 | ▲ 61,1                                                              | ▲ 66,6                                                              | ▼ 61,5                                                              | ▲ 64,3                                                              | ▲ 69,4                                                              | ▲ 77,4                                                              | ▲ 83,6                                                              | ▲ 89                                                                | ▲ 90,8                                                              | ▼ 87,4                                                              | ▼ 56                                                                | ▼ 32                                                                |
| Количество посещений покупателями, млн                              | ▲ 113,1                                                             | ▲ 120,7                                                             | ▼ 118,8                                                             | ▲ 122,4                                                             | ▲ 123,2                                                             | ▲ 128,6                                                             | ▲ 134                                                               | ▲ 135                                                               | ▼ 131,5                                                             | ▼ 120,9                                                             | ▼ 68                                                                | ▼ 36                                                                |

Количество гипермаркетов (по состоянию на 31 декабря года)

## Логотип
С 2004 по 2010 год логотипом являлось изображение лошади красного цвета с зелёной корзиной с продуктами и справа слово «Карусель» красного цвета, под которым были написаны красным цветом слова «Сеть гипермаркетов».
С 2010 по 2014 год логотипом оставалось изображение лошади, только повёрнутой вверх. Под корзиной исчезли два зелёных круга. Над словом «Карусель» появилось слово «Гипермаркет» зелёного цвета, заменившее располагавшиеся снизу слова «Сеть гипермаркетов».
С 2018 по 2023 год логотипом является буква «К», сделанная из листьев, однако левая часть буквы красная. Справа от буквы слово «Карусель» красного цвета, над которым слово «Гипермаркет» зелёного цвета.

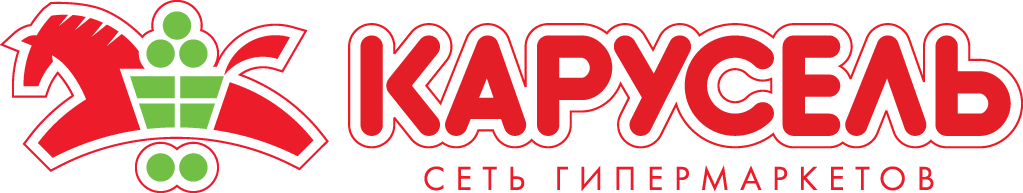
Логотип гипермаркета «Карусель» с 2004 по 2010 годы
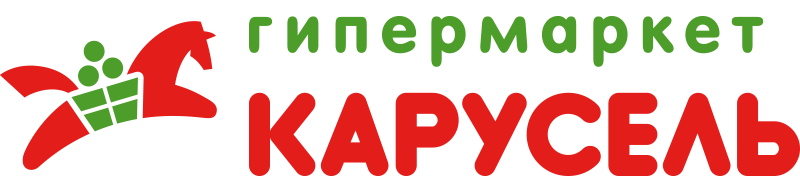
Логотип гипермаркета «Карусель» с 2010 по 2018 годы
Логотип гипермаркета «Карусель» с 2018 по 2023 год

## Логистика
В 2013 году был реализован стратегический проект по разделению логистики торговых сетей Х5 на обеспечение «магазинов у дома» и отдельно — обеспечение форматов «супермаркет» и «гипермаркет».
На 31 декабря 2019 года 11 распределительных центров X5 Retail Group из 42 обслуживают торговые сети больших форматов «Перекрёсток» и «Карусель».

## Награды и премии
В 2009 году X5 получил премию «Best Retail» в номинации «Самая быстрорастущая сеть гипермаркетов формата FMCG».